# Sophismus des Euathlos
Der Sophismus des Euathlos auch Antistréphon (gr. antistrephôn = der Umkehrende) ist ein bekanntes Paradoxon der antiken griechischen Philosophie.
Euathlos ließ sich von Protagoras von Abdera (ca. 485–415 vor Chr.) ausbilden, dem berühmten Rhetoriker und herausragenden Lehrer der Sophistik. Sie vereinbarten, dass Euathlos seine Ausbildung erst dann bezahlen müsse, wenn er seinen ersten Gerichtsprozess gewonnen habe. Nun nahm Euathlos sich aber einen anderen Beruf, führte deshalb keine Prozesse, konnte folglich auch keinen gewinnen und wollte daher für seine Ausbildung nicht bezahlen. Daraufhin drohte Protagoras ihm mit Klage und argumentierte wie folgt: „Euathlos muss auf jeden Fall bezahlen: Entweder laut unserer Vereinbarung, weil er diesen Prozess gewinnt, oder aber, weil ihn das Gericht dazu verurteilt.“ Euathlos, von Protagoras gut ausgebildeter Sophist, hielt jedoch dagegen: „Ich muss auf gar keinen Fall bezahlen, denn entweder verliere ich den Prozess, dann war meine Ausbildung schlecht und es gilt weiter die Vereinbarung, oder aber das Gericht entscheidet zu meinen Gunsten.“
Aus Sicht der traditionellen Logik stellt dieser Sophismus nur ein scheinbares Paradoxon dar, weil in ihm der sogenannte Identitätssatz verletzt wird. Euathlos besitzt in diesem Zusammenhang nicht eine, sondern zwei verschiedene funktionale Identitäten: Zum einen ist er Anwalt in eigener Sache, zum anderen ist er Beklagter. Ob er zahlen muss oder nicht, hängt daher von der subjektiven Betrachtungsweise ab. Für die Anhänger der Sophisten ist dieses Beispiel daher von wunderbarer Eleganz.